# Чжао Сіньтун
Чжао Сіньтун (нар. 3 квітня 1997) — китайський професійний гравець у снукер, чемпіон світу зі снукеру 2025 року. Перший чемпіон світу з Китаю, а також перший азійський гравець, який виграв цей титул.
Чжао привернув увагу ще підлітком, і низка провідних гравців коментували його потенціал у цьому виді спорту. Він приєднався до професійного Світового снукерного туру у 2016 році та виграв свій перший рейтинговий титул на Чемпіонаті Великої Британії 2021 року, перемігши Луку Бреселя з рахунком 10–5 у фіналі. З цією перемогою він вперше піднявся на 16-те місце у світовому рейтингу снукеру. Він виграв свій другий рейтинговий титул на турнірі German Masters 2022 року, де здобув перемогу над Янь Бінгтао у фіналі з рахунком 9 ‍–‍ 0. Він був лише третім гравцем, після Стіва Девіса та Ніла Робертсона, який виграв фінал рейтингового турніру, що складався з двох сесій, не програвши жодного фрейму.
У січні 2023 року Чжао відсторонили від участі в турнірах через розслідування договірних матчів, до якого залучено десятьох китайських гравців. Згодом його звинуватили в тому, що він знав про договірні матчі та операції зі ставками на Світовому снукерному турі, хоча він особисто не брав участі в договірних матчах. Після рішення незалежного дисциплінарного трибуналу Чжао було відсторонено від професійних змагань до 1 вересня 2024 року.
Після закінчення дискваліфікації Чжао брав участь у турнірах серії Q Tour, що дозволяли потрапити до основного професійного туру. Він виграв чотири турніри Q Tour поспіль у період з жовтня 2024 року по січень 2025 року, тим самим гарантувавши собі перше місце в рейтинговому списку Q Tour та повернення до професійних змагань у сезоні 2025—2026. Він став першим гравцем, який зробив максимальний брейк на Q Tour.
Все ще змагаючись як аматор, Чжао кваліфікувався до основного етапу чемпіонату Великої Британії 2024 року, а пізніше того ж сезону — до Чемпіонату світу зі снукеру 2025 року. Вигравши чотири кваліфікаційні матчі та потрапивши до головної сцени, він переміг Ронні О'Саллівана з рахунком 17-7 у півфіналі та ‍–‍ у півфіналі та Марка Вільямса з рахунком 18-12. Чжао виграв свій перший титул чемпіона світу, другий титул Потрійної корони та третій рейтинговий титул. Його виступ на чемпіонаті світу дозволив гравцю піднятися на 11-те місце у світовому рейтингу в сезоні 2025-26.